# Hervé Niquet
Maestro Hervé Niquet (Abbeville, 1957.) francuski je glazbenik i dirigent, specijaliist za baroknu glazbu.
Od glazbala, svira čembalo i orgulje, 
Po smjeru, specijalist je za baroknu glazbu, a u glazbenom radu, sa zborovima i orkestrima.
1980. je imenovan voditeljem pjevačkog studija pariške Nacionalne opere. Od 1987. je voditeljem ansambla Le Concert Spirituel.
U Kanadi formira 2002. ansambl La Nouvelle Sinfonie. U oba sastava promiče svoje specijalističko područje, francusku baroknu glazbu.